# Edmund Neutert
Edmund Neutert (* 13. März 1891 in Breslawitz, Kreis Militsch; † 10. Oktober 1970 in Frankfurt/Oder) war ein deutscher Bildhauer und Maler.

## Leben und Werk
Neutert studierte an der Akademie für Bildende Künste Dresden und hatte dort auch Kontakt zu Otto Dix. Danach arbeitete er vor allem in Frankfurt (Oder) als freischaffender Bildhauer und Maler. Frühe Werke sind kaum bekannt. 1925 veröffentlichte der Heimatkalender Lebus zwei Federzeichnungen Neuterts mit Motiven der Komturei Lietzen.
Neutert nahm als Soldat der Wehrmacht am Zweiten Weltkrieg. Nach 1945 wurde in der Sowjetischen Besatzungszone ein Entnazifizierungsverfahren gegen ihn durchgeführt.
In den 1950er/1960er Jahren schuf Neutert im Zuge des Wiederaufbaus der kriegszerstörten Stadt für den öffentlichen Raum Frankfurts mehrere Plastiken im typischen Stil des damaligen sozialistischen Realismus. Zu seinem künstlerischen Umfeld gehörten u. a. Walter Götze, Rudolf Grunemann und Dora Kärgel.
Neutert war Mitglied des Verbands Bildender Künstler der DDR und 1949 auf der Bezirkskunstausstellung Potsdam und 1964, 1976 und 1979 auf den Bezirkskunstausstellungen Frankfurt vertreten. 1962 erhielt er den Johannes-R.-Becher-Preis in Silber.
Neuterts Tochter Elke wurde Tänzerin. Neutert hat sie in der Plastik Sitzende Tänzerin (Beethovenstraße) dargestellt. 

## Werke (Auswahl)

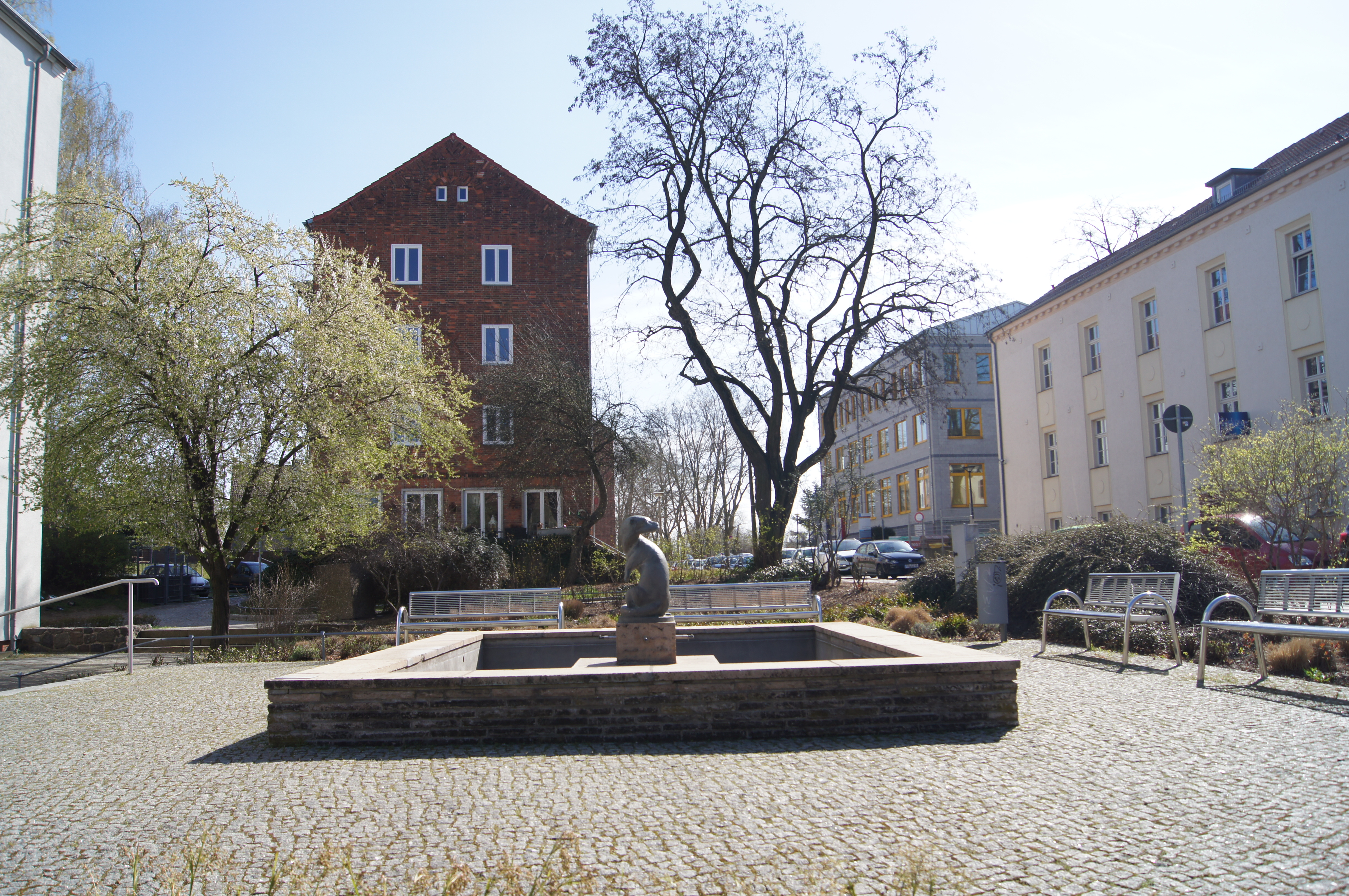
Fischotterbrunnen

### Plastiken im öffentlichen Raum der Stadt Frankfurt/Oder
- Trümmerfrau (Statue, Kunststein, 1955; Heilbronner Straße 18, vor dem Haupteingang des damaligen Lichtspieltheaters der Jugend)[2]
- Hüttenwerker (Statue, Kunststein, 1955, Heilbronner Straße 18, vor dem Haupteingang des damaligen Lichtspieltheaters der Jugend)[3]
- Fischotter (Brunnenfigur, Bronze, 1958/1959; Frankfurt, Spiekerstraße/Ecke Bahnhofstraße)
- Heinrich Kleist (Porträtbüste, 1953; Kleistmuseum Frankfurt/Oder)

### Tafelbilder
- Brandenburgisches Dorf mit Backsteinkirche (Öl auf Malkarton, 43 × 33 cm, 1919)[4]